# Зеньковский, Георгий Викторович
Георгий Викторович Зеньковский — советский хозяйственный, государственный и политический деятель.

## Биография
Родился в 1905 году. Член КПСС с 1937 года.
В 1941—1943 — заведующий отделом химической и металлургической промышленности Московского городского комитета КПСС.
В 1944—1946 — первый секретарь Калининского районного комитета КПСС города Москвы.
В 1946—1948 — первый секретарь Кировского районного комитета КПСС города Москвы.
В 1948—1949 — заведующий организационно-инструкторским отделом, отделом партийных, профсоюзных и комсомольских органов Московского городского комитета КПСС.
В 1949—1950 — заведующий отделом тяжелой промышленности Московского городского комитета КПСС.
В 1950—1952 — начальник Управления пассажирского автотранспорта исполнительного комитета Московского городского Совета депутатов трудящихся.
В 1952—1963 — директор завода «Искра».
Жил в Москве.

## Награды
- Орден Ленина (07.09.1947)